# 砂平站
砂平站（：／ Sapyeong yeok */?）是首爾地鐵9號線沿線的一座地下車站，位於韓國首爾特別市瑞草區盤浦1洞。

## 車站結構
站體為2面4線側式月台的地下車站，內線是急行列車通過線，外線則供一般列車停靠。候車月台設有月台幕門，並有2處出口。

### 月台配置
| 高速巴士客運站 ↑ |
| \| 上            |
| ↓ 新論峴         |

| 月台 | 路線           | 目的地                                     |
| ---- | -------------- | ------------------------------------------ |
| 上行 | ●首爾地鐵9號線 | 鷺梁津、堂山、金浦機場、開花方向           |
| 下行 | ●首爾地鐵9號線 | 宣靖陵、綜合運動場、石村、中央報勳醫院方向 |

## 歷史
- 2009年7月24日：落成啟用。

## 車站周邊
- 首爾高速巴士客運站
- 京釜高速公路盤浦交流道（朝鲜语：반포 나들목）
- 江南大路
- 沙平大路（朝鲜语：사평대로）
- 圓村中學
- 盤浦高校
- 首爾圓村初等學校
- 首爾敍院初等學校
- 盤浦站

## 相鄰車站
首爾市地鐵9號線
●首爾地鐵9號線
一般
高速巴士客運站（923）－砂平（924）－新論峴（925）

## 外部連結
- 地鐵9號線9-13工區建設工事網址
- 首爾地鐵9-14工地網站
- 首爾地鐵9-14工地衛星圖